# バイマーヤンジン
バイマーヤンジン（チベット語 :པད་མ་དབྱངས་ཅན，ラテン文字転写 :Pemayangjien、1967年 - ）は、中華人民共和国・アバチベット自治州出身の歌手・アーティスト、チベット声楽家。社会教育家としての一面を持つ。
元来のチベット語における発音は「ペマヤンジェン」であり、この名は「蓮の花に乗った音楽の神様」を意味する。

## 略歴・人物
アバ県出生。7歳からチベット民謡と舞踏を始め、中国国立四川音楽大学の声楽部でチベット人初の本科生として西洋オペラを専攻。卒業後同校専任講師に就任。中国各地でコンサートに出演。
1994年に来日。以降、日本でただ1人のチベット人歌手として、チベットの音楽、文化を紹介するため全国的に講演会、コンサート活動を展開している。現在、大阪を拠点に活動。
故郷の子供たちに教育を！とはじめたチベットの学校建設活動も大きな成果をあげ、今では9つの小学校とひとつの中学校が開校、日本とチベットの子ども同士の交流も積極的に行なっている。また経済的に苦しい大学生への奨学金支援も20年以上続けている。
1995年　阪神淡路大震災被災地にてボランティア活動を行なう。
1996年　韓国のソウル、済州島にて音楽祭に参加。
1999年　アメリカ・アーカディ音楽祭に参加。ニューヨーク国連本部にてコンサートを行なう。
2001年　朝日新聞の「天声人語」に取り上げられ、大阪市より“社会で活躍している女性”として「きらめき賞」を受賞。
2003年　致知出版社より「こんにちはバイマーヤンジンです」を刊行。
　　　　加藤登紀子プロデュースで、ファーストアルバム「チベットのこころ」を発表。
　　　　テレビ朝日のトーク番組『徹子の部屋』に出演。
2004年　NHK主催の「アジアハートフルコンサート」出演。
2005年　長男を出産。
2006年　広島国際平和会議にて三名のノーベル平和賞受賞者に歌を捧げる。
2008年　四川大地震被災地児童への教育支援活動も行なう。
2009年　新潟県長岡市より”教育分野において人材育成に大きな成果をあげた人”に送られる「米百俵賞」を受賞。
2011年　東日本大震災被災地での支援活動、支援のためのチャリティコンサートも行なう。
2012年　イギリス・ロンドンにて講演。
2013年　アメリカ3大都市でコンサート、講演会を行なう。
2014年　来日20周年記念コンサートを北は北海道、南は九州、沖縄まで行なう。
　　　　　時事通信出版局より「幸せの近道」を刊行。
2016年　熊本地震被災地支援コンサートを行ない、現地でボランティア活動にも参加する。
2017年　青森県八戸市、岩手県宮古市、陸前高田市、宮城県気仙沼市、福島県相馬市、楢葉町でチャリティコンサートを行なう。
　　　　 岩手大学教育学部、後期試験小論文問題に「こんにちはバイマーヤンジンです」が採用される。
2019年　来日25周年記念コンサートを大阪・いずみホールで開催。
2020年　大阪・毎日放送「ミント！」にてコメンテーターを務める。
2021年　カリフォルニア州倫理法人会主催の経営トップセミナーにて、ZOOMによるリモート講演を行なう。
2022年　BSテレビ東京「ワタシが日本に住む理由」に出演 。

2023年　京都大学私学経営アカデミーにて、学校経営ディレクター資格を取得。

## ゲスト出演
- ミント!（毎日放送（MBSテレビ））
- おはようパーソナリティ道上洋三です（朝日放送ラジオ（ABCラジオ）[注釈 1]）

## 著書
- こんにちはバイマーヤンジンです ― チベットから嫁に来た私の物語（致知出版社 2011年9月16日） ISBN 9784884746599
- 幸せへの近道 ― チベット人の嫁から見た日本と故郷（時事通信出版局 2014年11月27日） ISBN 9784788713819